# Список храмов Караганды
Список храмов города Караганды.

## Мечети
| Фотография | Название                                                | Адрес, координаты                                                                               | Годы постройки | Статус    | Примечания |
| ---------- | ------------------------------------------------------- | ----------------------------------------------------------------------------------------------- | -------------- | --------- | ---------- |
|            | Центральная мечеть им. Анет баба Карагандинской области | Этнопарк Независимости Казахстана Проспект Шахтёров, ст. 10 Юго-Восточный м-н, Казыбек Би район | 2000—2011 годы | Областная |            |
|            | Карагандинская городская мечеть №1 им. Аль-Машани       | Улица Нуржанова, 1а Казыбек Би район                                                            |                |           |            |
|            | Әл-Ғаффар мешіті                                        | Микрорайон Восток 3, 3/3 Майкудук м-н, Алихана Бокейхана район                                  |                |           |            |
|            | Мечеть Бала Кажы                                        | Улица Карла Маркса, 33/1 Майкудук м-н, Алихана Бокейхана район                                  |                |           |            |
|            | Қазыбек би атындағы мешіт                               | Улица Ондасынова, 8/12 филиала Кунгей м-н, Казыбек Би район                                     |                |           |            |
|            | Мечеть Хазрет Али                                       | Улица Высоковольтная, 1а Казыбек Би район                                                       |                |           |            |
|            | Мечеть Толе Би                                          | Мукатая Жанибекова улица, 141а Михайловка м-н, Казыбек Би район                                 |                |           |            |
|            | Ar-Rahman                                               | Улица Юбилейная, 108/1 Фёдоровка пос., Казыбек Би район                                         |                |           |            |
|            | Карагандинская городская мечеть Толеутай ата            | Улица Методическая, 1/32 филиала Пришахтинск ж/м, Алихана Бокейхана район                       |                |           |            |
|            | Карагандинская городская мечеть им. Бухар Жырау         | 108-й учетный квартал, участок 148 Казыбек Би район                                             |                |           |            |

## Православные храмы
| Фотография | Название                                                                 | Адрес, координаты                                                                          | Годы постройки | Статус | Примечания |
| ---------- | ------------------------------------------------------------------------ | ------------------------------------------------------------------------------------------ | -------------- | ------ | ---------- |
|            | Свято-Введенский собор                                                   | Улица Гапеева, ст1а Кунгей м-н, Казыбек Би район                                           | 1991—1998 годы |        |            |
|            | Храм святых Петра и Павла                                                | Центральный парк Караганды Улица Ержанова, 47а 2 филиала Новый город м-н, Казыбек Би район |                |        |            |
|            | Свято-Троицкий Севастиановский собор                                     | Улица Новая, 29 Михайловка м-н, Казыбек Би район                                           |                |        |            |
|            | Крестовоздвиженский храм                                                 | Улица Карла Маркса, 2 Майкудук м-н, Алихана Бокейхана район                                |                |        |            |
|            | Приход Михаило-Архангельского собора Карагандинской и Шахтинской Епархии | Улица Ушакова, 43 Пришахтинск ж/м, Алихана Бокейхана район                                 | 1946—1948 годы |        |            |

## Католические храмы
| Фотография | Название                                                 | Адрес, координаты                                               | Годы постройки | Статус | Примечания |
| ---------- | -------------------------------------------------------- | --------------------------------------------------------------- | -------------- | ------ | ---------- |
|            | Собор Пресвятой Девы Марии Фатимской Матери всех народов | Проспект Шахтёров, 32 Юго-Восточный м-н, Казыбек Би район       | 2004—2012 годы |        |            |
|            | Греко-Католическая церковь Покрова Пресвятой Богородицы  | Улица Пищевая, 11 этаж Казыбек Би район                         |                |        |            |
|            | Римско-католический приход Воздвижение Святого Креста    | Улица Луначарского, 33 Пришахтинск ж/м, Алихана Бокейхана район |                |        |            |
|            | Римско-католический приход Святого Иосифа                | Улица Ынтымак, 24 Майкудук м-н, Алихана Бокейхана район         | 1977—1978 годы |        |            |

## Протестантские храмы
|  | Дом молитвы баптистов, Вифлеемская звезда, Местное религиозное объединение евангельских христиан-баптистов | Улица Старогорняцкая, 2, Пришахтинск, Алихана Бокейхана район |